# Jacetanos
Los jacetanos o iacetanos (en griego clásico, iakketanoi; en latín, iacetani) fueron un pueblo prerromano del grupo aquitano que pobló la zona norte de Aragón (España), junto a los Pirineos. Su capital era Iaca (actual Jaca). Según Estrabón se extendían desde los Pirineos hasta Lérida y Huesca. Se cree que podrían estar relacionados con los aquitanos. Se sabe que emitieron moneda. También aparecen en los textos de Plinio el Viejo y Ptolomeo.
Su pertenencia a los pueblos vascones es discutida, pues se hallaban en una amplia zona entre la frontera celtíbera del Ebro y el norte de Navarra. Estrabón menciona en sus crónicas sobre Sertorio a los iakketanoi como un pueblo independiente de los vascones, aunque el también historiador griego Ptolomeo los identifica como vascones. Algunas teorías sugieren que se trató de un pueblo de origen aquitano, que cruzaron los Pirineos, y se establecieron en zonas vasconas. 
Este pueblo montañés estaba enfrentado con los suesetanos de los llanos, que sufrían saqueos a manos de los habitantes de Iaca. El pueblo jacetano fue derrotado por los romanos en el 195 a. C., cuando Catón el Viejo tomó su capital con apoyo suesetano, que distrajo al ejército jacetano. A partir de este suceso de comienzos del siglo II a. C. dejan de aparecer las menciones a los jacetanos en las fuentes clásicas, si bien continúan acuñando moneda propia con la inscripción «I.A.Ca», coincidente con la mención de Estrabón, que data de finales del siglo I a. C. y comienzos del siglo I d. C. En el 19, su territorio fue incorporado al Imperio romano, tras las guerras cántabras, pero en calidad de estipendiario de Roma y no de socio, lo que le marginaba del estatus jurídico de pueblo acogido a derecho romano ni latino, y menos, de ciudadanía; y le reportaba una situación jurídica precaria dentro del Imperio en relación con otros pueblos de la región, como por ejemplo, el sedetano.
Es probable que el pueblo jacetano tuviera usos y costumbres de matriarcado y una actividad económica fundamentalmente ganadera, complementada con una agricultura al servicio de la actividad pecuaria. La guerra y el saqueo, frecuente contra sus vecinos del sur, los suesetanos, que poblaban una feraz llanura cerealista (que correspondería a la actual comarca de las Cinco Villas), supondrían un alivio en épocas de necesidad material.